# کشتار ۱۹۶۱ پاریس
کشتار ۱۹۶۱ پاریس کشتاری بود که در ۱۷ اکتبر ۱۹۶۱، در جریان جنگ الجزایر (۱۹۵۴–۶۲) به وقوع پیوست. به فرمان رئیس پلیس پاریس، موریس پپن، پلیس ملی فرانسه به تظاهرات حدود ۳۰٬۰۰۰ الجزایری حامی جبهه آزادی‌بخش میهنی حمله کرد. دو ماه پیشتر، اعضای این جبهه تصمیم گرفته بودند بمبگذاری‌های خود در فرانسه را افزایش داده و مبارزه علیه الجزایری‌های حامی فرانسه و سازمان رقیب ملی‌گرای الجزایر، جنبش ملی الجزایر، را در فرانسه از سر بگیرند. دولت فرانسه پس از ۳۷ سال انکار، در ۱۹۹۸ به ۴۰ تلفات اذعان کرد گرچه تخمین زده می‌شود بیش از ۲۰۰ نفر در آن کشته شده باشند.